# موکرانگه
موکرانگه (به صربی: Mokranje) یک منطقهٔ مسکونی در صربستان است که در نگوتین واقع شده‌است. موکرانگه ۷۱۰ نفر جمعیت دارد.